# Archanara unipuncta
Archanara unipuncta là một loài bướm đêm trong họ Noctuidae.